# Денис Тејлор
Денис Тејлор (енгл. Dennis Taylor; 19. јануар 1949) бивши је северноирски играч снукера и спортски коментатор. Највећи успех у својој каријери остварио је на Светском првенству 1985. када је победио у финалу Стива Дејвиса у последњем фрејму убацивши последњу црну куглу. Две године касније победио је Алекса Хигинса у финалу Мастерса.
Тејлор је за време играчке каријере носио специјално дизајниране наочаре које су му помагале да боље види кугле када се сагне да их нишани пре ударца.

## Успеси

### Рангирана финала: 6 (2 победе, 4 пораза)
| Исход     | Година | Турнир            | Противник     | Резултат |
| --------- | ------ | ----------------- | ------------- | -------- |
| Финалиста | 1979.  | Светско првенство | Тери Грифитс  | 16 : 24  |
| Победник  | 1984.  | Grand Prix        | Клиф Торберн  | 10 : 2   |
| Победник  | 1985.  | Светско првенство | Стив Дејвис   | 18 : 17  |
| Финалиста | 1985.  | Grand Prix        | Стив Дејвис   | 9 : 10   |
| Финалиста | 1987.  | Grand Prix        | Стивен Хендри | 7 : 10   |
| Финалиста | 1990.  | Asian Open        | Стивен Хендри | 3 : 9    |